# Chicken Teriyaki
«Chicken Teriyaki» (estilizado en mayúsculas) es una canción de la cantante y compositora española Rosalía. Fue lanzado el 24 de febrero de 2022 a través de Columbia Records, como el tercer sencillo de su tercer álbum de estudio Motomami (2022). La canción fue escrita por Rosalía, Raúl Alejandro, Qukaracho, Kamaal Fareed, El Guincho, Michael Uzowuru y Sky Rompiendo, estos tres últimos también como productores junto al intérprete y Noah Goldstein.

## Antecedentes
Rosalía se burló de «Chicken Teriyaki» por primera vez a través de TikTok el 16 de febrero y confirmó su lanzamiento como sencillo promocional la semana siguiente.[cita requerida]

## Composición
"Chicken Teriyaki" es una pista de reguetón de medio tempo "difícil y divertida para reuniones sociales" "lista para TikTok" que dura dos minutos y dos segundos. Concebida en el Mercer Hotel de la ciudad de Nueva York y posteriormente grabada en Electric Lady, la canción habla de un viaje a la ciudad a través de "letras irónicas". El concepto de la canción se inspiró principalmente en la pintura de 1981 Arroz con Pollo de Jean-Michel Basquiat. En declaraciones a Apple Music 1, Rosalía afirmó que "simplemente se estaba divirtiendo" haciendo el disco. Las referencias líricas incluyen a Julio Iglesias, Mike Dean y Naomi Campbell, entre otros.[cita requerida]

## Video musical
Rosalía compartió un avance del video musical el 23 de febrero de 2022. El video en sí se estrenó el 24 de febrero en YouTube. Fue dirigido por Tany Muino y producido por UnderWonder Content en asociación con Canada, marcando la segunda colaboración entre el cantante y Muino después de «Juro que». Fue filmado en un solo día en un estudio de baile en Madrid en noviembre de 2021. Presenta a una Rosalía pelirroja en un estudio de baile con una gran cantidad de bailarines, en su mayoría mujeres. Natalia Palomares actuó como coreógrafa. Recibió comparaciones con Climax de Gaspar Noé y Pedro Almodóvar.

## Créditos y personal
Créditos adaptados de Tidal.
Producción
- Rosalía Vila Tobella – composición, producción, producción vocal, voz, batería
- Sky Rompiendo – composición, producción, batería
- David Rodríguez – composición, ingeniero de grabación
- Michael Uzowuru – composición, producción
- El Guincho – composición, producción
- Kamaal Fareed – composición, coros
- Raúl Alejandro Ocasio Ruíz – composición
- Noah Goldstein – producción adicional

Técnico
- Anthony Vilchis – ingeniero asistente
- Chris Gehringer – ingeniero de masterización
- Manny Marroquín – ingeniero de mezcla
- Zach Peraya – ingeniero asistente
- Jeremie Inhaber – ingeniero asistente
- Anthony Vilchis – ingeniero asistente
- Chris Gehringer – ingeniero asistente

## Posicionamiento en listas
| Lista (2022)                        | Mejor posición |
| ----------------------------------- | -------------- |
| Ecuador (Monitor Latino)            | 18             |
| El Salvador (Monitor Latino)        | 4              |
| Global 200 (Billboard)              | 72             |
| Guatemala (Monitor Latino)          | 10             |
| México Airplay (Billboard)          | 39             |
| Panamá (Monitor Latino)             | 16             |
| Perú (Monitor Latino)               | 9              |
| Portugal (AFP)                      | 97             |
| España (PROMUSICAE)                 | 11             |
| Canciones de España (Billboard)     | 1              |
| EE. UU. Hot Latin Songs (Billboard) | 20             |

## Certificaciones
| Región                     | Certificación | Ventas |
| -------------------------- | ------------- | ------ |
| Brasil (Pro-Música Brasil) | Oro           | 20,000 |
| México (AMPROFON)          | Oro           | 70,000 |
| España (PROMUSICAE)        | Oro           | 30,000 |

## Historial de lanzamiento
| Región | Fecha                 | Formato                      | Etiqueta | Ref.   |
| ------ | --------------------- | ---------------------------- | -------- | ------ |
| Varios | 24 de febrero de 2022 | Descarga digital • Streaming | Columbia | [ 4 ]  |
| Italia | 1 de marzo de 2022    | Radio de éxito contemporáneo | Sony     | [ 21 ] |